# تحلیل شکاف (حفاظت)
تحلیل شکاف ابزاری است که در حفاظت حیات وحش برای شناسایی شکاف‌ها در اراضی حفاظت‌شده (مثلاً منطقه حفاظت‌شده و ذخیره‌گاه طبیعی) یا سایر سرزمین‌های بکر که گونه‌های گیاهی و جانوری قابل توجه و زیستگاه یا ویژگی‌های اکولوژیکی مهم آنها در آنها وجود دارد، استفاده می‌شود.
مدیران یا دانشمندان حفاظت می‌توانند از آن به عنوان مبنایی برای ارائه توصیه‌هایی برای بهبود نمایندگی ذخایر طبیعی یا اثربخشی مناطق حفاظت‌شده استفاده کنند تا این مناطق بهترین ارزش را برای حفاظت تنوع زیستی فراهم کنند. با اطلاعاتی که از تحلیل شکاف به دست می‌آید، می‌توان مرزهای مناطق حفاظت‌شده را به گونه‌ای طراحی کرد که «شکاف‌ها» ی حاوی جمعیت‌های قابل توجهی از گونه‌های حیات وحش را که می‌توانند بقای بلندمدت جمعیت بزرگ‌تری از گونه‌های موجود در منطقه مدیریت‌شده یا حفاظت‌شده را افزایش دهند، در بر بگیرد، یا تنوعی از گونه‌های حیات وحش یا اکوسیستم‌هایی را که شایسته حفاظت هستند اما به‌طور ناکافی در شبکه مناطق حفاظت‌شده موجود نمایش داده می‌شوند، در بر بگیرد. ارزیابی شکاف‌ها را می‌توان با استفاده از سامانه اطلاعات جغرافیایی انجام داد: نقشه‌های زمین که توپوگرافی، ویژگی‌های بیولوژیکی و زمین‌شناسی (پوشش جنگلی، دشت‌ها، رودخانه‌ها و غیره)، مرزها، مالکیت و کاربری زمین را مشخص می‌کنند، با توزیع گونه‌های حیات وحش همپوشانی دارند. اینکه چه مقدار از پراکندگی گونه‌ها در داخل یا خارج از اراضی حفاظت‌شده یا در یک منطقه بسیار مورد بهره‌برداری و غیره قرار دارد، قابل شناسایی است.
در ساده‌ترین حالت، تحلیل شکاف، ارزیابی میزان دستیابی یک سیستم منطقه حفاظت‌شده به اهداف حفاظتی تعیین‌شده توسط یک ملت یا منطقه برای نمایش تنوع زیستی آن است. تحلیل شکاف می‌تواند از تمرین‌های ساده مبتنی بر مقایسه مکانی تنوع زیستی با مناطق حفاظت‌شده موجود تا مطالعات پیچیده‌ای که نیاز به جمع‌آوری و تحلیل داده‌های دقیق، نقشه‌برداری و استفاده از بسته‌های تصمیم‌گیری نرم‌افزاری دارند، متفاوت باشد.

## انواع شکاف
تحلیل‌های شکاف عموماً طیف وسیعی از «شکاف‌های» مختلف را در یک شبکه منطقه حفاظت‌شده در نظر می‌گیرند:
- شکاف‌های بازنمایی: یا هیچ بازنمایی از یک گونه یا اکوسیستم خاص در هیچ منطقه حفاظت‌شده‌ای وجود ندارد، یا نمونه‌های کافی از گونه یا اکوسیستم ارائه نشده است تا حفاظت بلندمدت تضمین شود.
- شکاف‌های اکولوژیکی: در حالی که گونه یا اکوسیستم در سیستم منطقه حفاظت‌شده وجود دارد، وقوع آن یا به دلیل شرایط اکولوژیکی نامناسب است، یا منطقه (های) حفاظت‌شده نمی‌توانند جابجایی گونه‌ها یا شرایط اکولوژیکی خاص مورد نیاز برای بقای طولانی‌مدت یا عملکرد اکوسیستم را برآورده کنند.
- شکاف‌های مدیریتی: مناطق حفاظت‌شده وجود دارند اما رژیم‌های مدیریتی (اهداف مدیریتی، انواع حکمرانی یا اثربخشی مدیریت) با توجه به شرایط محلی، امنیت کامل را برای گونه‌ها یا اکوسیستم‌های خاص فراهم نمی‌کنند.

## علم شهروندی در تحلیل شکاف
تلاش‌های علمی شهروندی می‌تواند داده‌های ارزشمندی را در جهت شناخت شکاف‌های بازنمایی، زیست‌محیطی و مدیریتی در تلاش‌های حفاظت و مرمت ارائه دهد که در غیر این صورت ممکن است برای محققان یا مؤسسات پرهزینه یا پرزحمت باشد.
در یک تحلیل شکاف که اثربخشی مناطق حفاظت‌شده را برای حفظ اسب دریایی پوزه کوتاه و اسب دریایی پوزه بلند در امتداد سواحل ایتالیا ارزیابی می‌کرد، محققان از داده‌های جمع‌آوری‌شده از طریق بخشی از پروژه اسب دریایی، استفاده کردند. این ابزار غواصان از سراسر جهان، از جمله اکوتوریست‌ها، را قادر می‌سازد تا عکس‌ها و مشاهدات خود از گونه‌های اسب‌های دریایی را ارائه دهند. با ترکیب این داده‌های شهروندان با سیستم‌های اطلاعات جغرافیایی و مدل‌های توزیع گونه‌ها، محققان توانستند یک شکاف بازنمایی را شناسایی کنند و تخمین زدند که تنها ۲۵ تا ۳۰ درصد از زیستگاهی که این گونه‌ها در آن مشاهده شده‌اند، در حال حاضر تحت حفاظت مناطق حفاظت‌شده موجود است.
در مطالعه‌ای دیگر، محققان تجزیه و تحلیل شکاف برای حفاظت از عقاب هارپی که به شدت در معرض خطر انقراض است را تکمیل کردند. محققان از داده‌های، اپلیکیشنی که به شهروندان اجازه می‌دهد عکس‌ها و مشاهدات خود از مشاهدات پرندگان را ارائه دهند، استفاده کردند. محققان با ترکیب اطلاعات جمع‌آوری‌شده از، زیستگاه پیش‌بینی‌شده این گونه و یک مدل توزیع گونه، به این نتیجه رسیدند که مناطق حفاظت‌شده تعیین‌شده فعلی برای عقاب هارپی تقریباً ۱۸٪ از محدوده بالقوه آن را پوشش می‌دهند.
در آرژانتین، سازمان غیردولتی و داوطلبانی را برای انجام بررسی‌های سالانه پرندگان از کاردینال زرد در معرض خطر انقراض از سپتامبر تا اکتبر هر سال از سال ۲۰۱۵ تا ۲۰۱۷ گرد هم آورد. این داوطلبان مشاهدات خود از کاردینال زرد و محل‌های لانه‌سازی آن را ثبت کردند و داده‌های ارزشمندی را در اختیار محققانی قرار دادند که در حال تکمیل تجزیه و تحلیل شکاف با هدف درک تغییرات در انتخاب زیستگاه این گونه در طول زمان برای ارزیابی کفایت مناطق حفاظت‌شده موجود بودند. این تجزیه و تحلیل به محققان در شناسایی تغییرات بین زیستگاه‌های فعلی و مناطق حفاظت‌شده کمک کرد.

## پروژه تحلیل شکاف ایالات متحده
فرایند تحلیل شکاف در دهه ۱۹۸۰ توسط جی. مایکل اسکات در دانشگاه آیداهو مطرح شد. او روش‌هایی را برای ارزیابی پرندگان در معرض خطر انقراض در هاوایی توسعه داد و کار خود را با نقشه‌برداری از پراکندگی هر گونه به صورت جداگانه آغاز کرد. سپس او داده‌های مربوط به گونه‌های مختلف را ترکیب کرد تا نقشه‌ای از غنای گونه‌ای در سراسر جزیره ایجاد کند. تا قبل از توسعه این رویکرد، هیچ روش جامعی برای ارزیابی سطح حفاظت از مناطق غنی از تنوع زیستی وجود نداشت. نتایج این تجزیه و تحلیل منجر به ایجاد پناهگاه ملی حیات وحش جنگل هاکایائو، در یکی از مناطقی با بالاترین غنای گونه‌ای شد. در اواخر دهه ۱۹۸۰، اسکات و دیگر محققان واحد تحقیقات تعاونی ماهی و حیات وحش دانشگاه آیداهو، پروژه تحلیل شکاف آیداهو را به عنوان اولین پروژه آزمایشی تحت نظارت خدمات ماهی و حیات وحش ایالات متحده آغاز کردند. پس از دو سال توسعه روش‌ها، این برنامه در سال ۱۹۸۹ به عنوان بخشی از سازمان زمین‌شناسی ایالات متحده تحت عنوان برنامه تحلیل شکاف راه‌اندازی شد. اکنون به عنوان پروژه تحلیل شکاف شناخته می‌شود.
مأموریت پروژه تحلیل شکاف، ارائه ارزیابی‌های تنوع زیستی ایالتی، منطقه‌ای و ملی از وضعیت حفاظت از گونه‌های مهره‌داران بومی، گونه‌های آبزی و انواع پوشش طبیعی زمین و تسهیل کاربرد این اطلاعات در فعالیت‌های مدیریت زمین است. هدف اعلام‌شدهٔ «حفظ گونه‌های مشترک» است. در توسعه چهار مجموعه داده اصلی همکاری می‌کند: نقشه دقیقی از اکوسیستم‌های خشکی ایالات متحده؛ نقشه‌های توزیع زیستگاه پیش‌بینی‌شده برای گونه‌های مهره‌داران خشکی‌زی برای ایالات متحده؛ مدل‌های توزیع گونه‌های آبزی؛ و پایگاه داده مناطق حفاظت‌شده ایالات متحده

## انتقادات و محدودیت‌ها

### شاخص‌های تهدید، وابستگی به مقیاس و «مشکل واحد منطقه‌ای قابل اصلاح»
شاخص‌های تهدیدات انسانی، مانند رشد جمعیت، کاربری زمین و تراکم جاده‌ها، برای بهبود تحلیل شکاف و اولویت‌بندی بیشتر «شکاف‌هایی» که بیشترین تهدید را دارند، پیشنهاد شده‌اند. با این حال، از آنجا که واکنش گونه‌ها به تهدیدها متفاوت است، تحلیل شکاف تنها می‌تواند تهدیدهای بالقوه را به تصویر بکشد. شاخص‌های ارزش حفاظتی، مانند غنای گونه‌ای، مقیاس مکانی ذاتی ندارند؛ بنابراین، محدوده مقیاس بهینه برای واحد نقشه‌برداری حداقل به صورت موردی تعیین می‌شود و اعتبار علمی را با در دسترس بودن داده‌ها و مقرون به صرفه بودن به خطر می‌اندازد. وابستگی به عنوان گونه‌ای از «مسئله واحد منطقه‌ای قابل اصلاح. هرچه بزرگتر باشد، گونه‌های بیشتری را در خود جای می‌دهد، یا با استفاده از واحدهای بزرگ، غنای گونه‌ای را بیش از حد تعمیم می‌دهد یا با استفاده از واحدهای کوچک، عدم قطعیت آماری برای توزیع زیستگاه‌ها را افزایش می‌دهد. وابستگی به مقیاس، خطای آماری را در تحلیل فضایی ایجاد می‌کند.

### نقشه‌برداری از عدم قطعیت
توزیع زیستگاه گونه‌های پیش‌بینی‌شده در داده‌های شامل خطاهای متعدد در انجام (نسبت دادن حضور در جایی که گونه وجود ندارد) و خطاهای از قلم‌افتادگی (نسبت دادن عدم حضور در جایی که گونه وجود دارد) است که منجر به خطای ترکیبی بزرگی هنگام ترکیب لایه‌های نقشه می‌شود. با وجود این واقعیت، نقشه‌های توزیع گونه‌ها که با تحلیل شکاف تولید می‌شوند، به ندرت خطا را در نمایش بصری لحاظ می‌کنند. در کاربردهای تحلیل شکاف، می‌تواند منجر به توصیه‌های حفاظتی کاملاً متفاوتی شود. علاوه بر این، اثرات نمونه‌گیری چندمقیاسی باقیمانده را می‌توان با استفاده از یک معیار کوواریانس آماری، مانند تحلیل حساسیت، شناسایی کرد.

### سندرم تغییر خط پایه
مبنای تمام پروژه‌های ملی توسط داده‌های ماهواره‌ای مورد استفاده برای تعیین پوشش گیاهی که توزیع زیستگاه گونه‌ها را پیش‌بینی می‌کند، تعیین می‌شود که در حال حاضر درصد زیادی از کاربری‌های زمین انسانی را شامل می‌شود. اول، از آنجا که توزیع تاریخی گونه‌ها مشخص نیست، نتایج تحلیل شکاف، تنها کسری از زیستگاه اصلی هر گونه است. همچنین، ماهیت ایستا تحلیل شکاف در حال حاضر قادر به نشان دادن ظرفیت پاسخ پویای گونه‌ها به تغییر یا زیست‌پذیری گونه‌ها در طول زمان نیست. تغییر در مبانی اولیه مستلزم آن است که تحلیل شکاف، بررسی موردی اهداف مدیریتی و تعاریف موفقیت حفاظت را در بر بگیرد.